# Exploitation minière

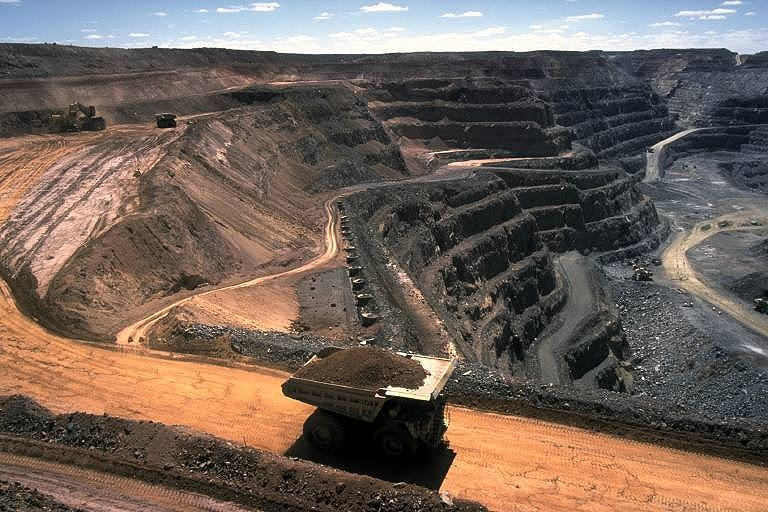
Extraction d'un gisement de charbon.

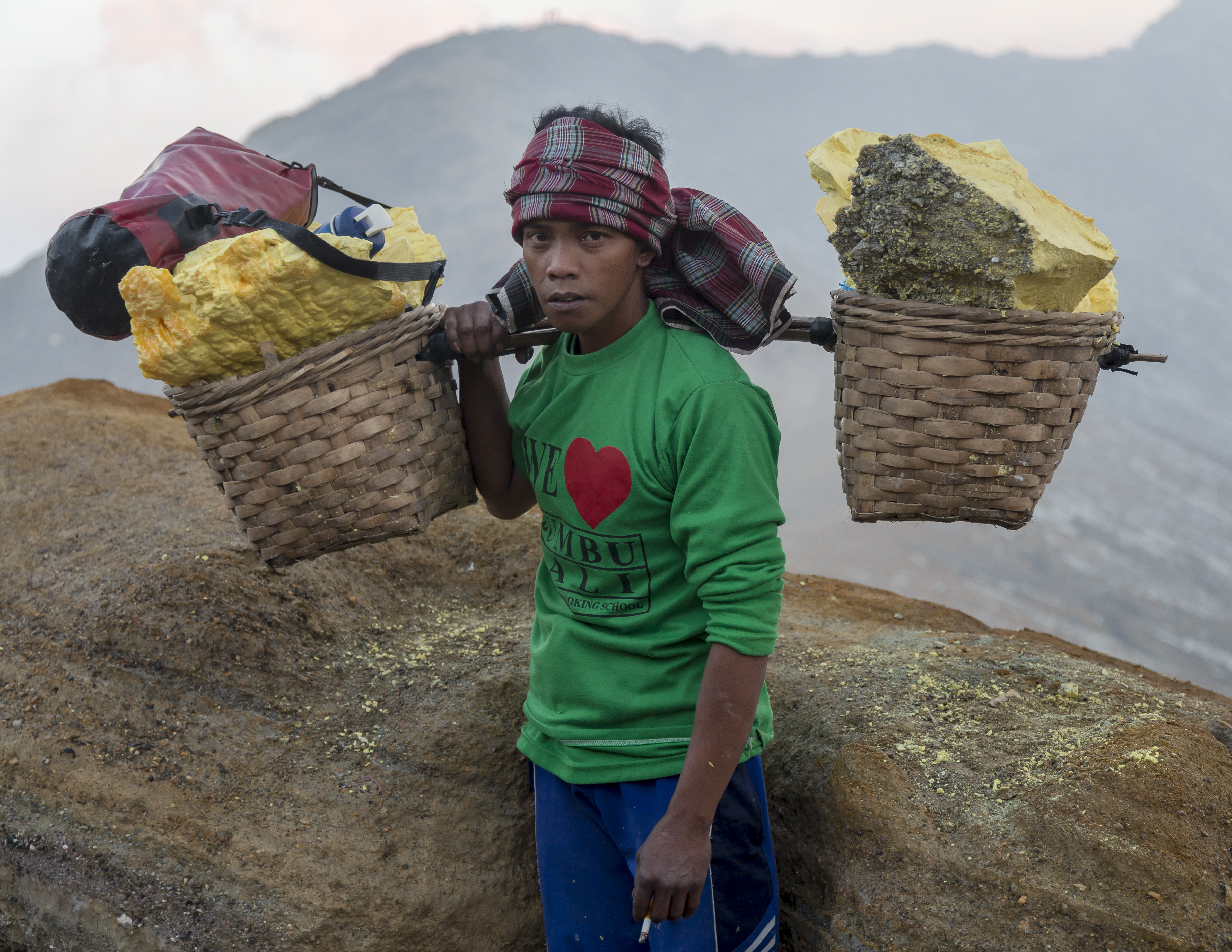
Mineur portant sa collecte de soufre depuis le sol du volcan Ijen (2015).

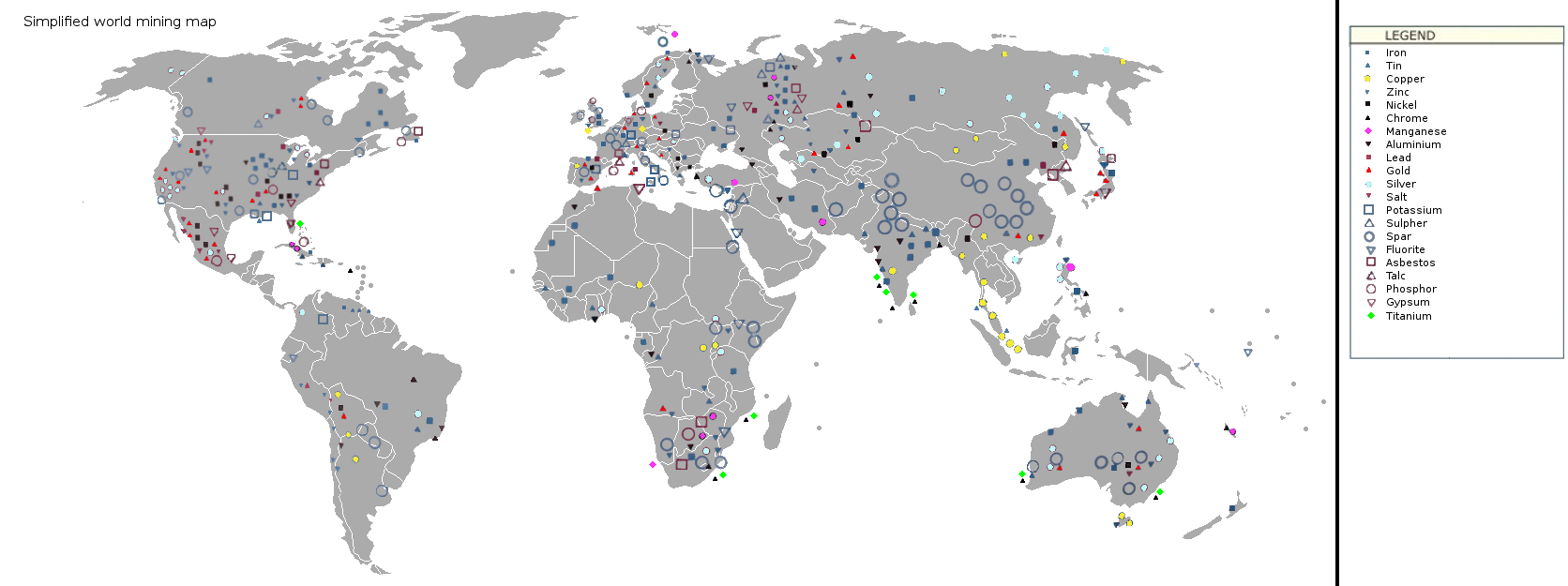
Carte simplifiée des activités minières dans le monde.

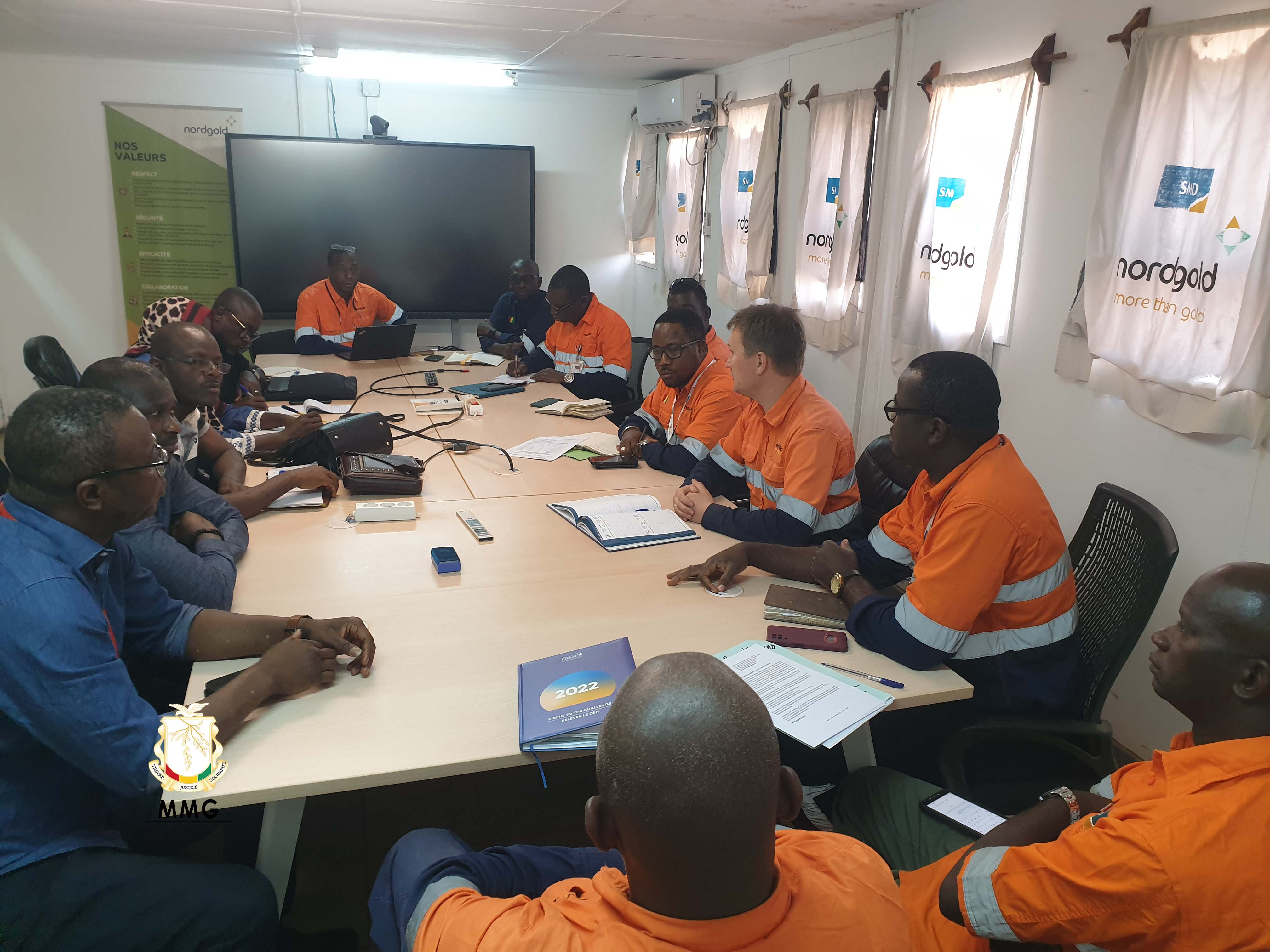
SMD: Séance de travail entre les cadres des Ministères des Mines et de la Géologie; de l'Administration du Territoire et de la Décentralisation et l'Administration de la société aurifère NordGold Guinée.

L'extraction minière ou exploitation minière est l'activité consistant à extraire de la terre des minerais précieux ou d'autres matériaux géologiques utiles, en général du minerai présent dans un lode, une veine, un gisement, un filon ou un placer. Les couches de minéraux forment une ressource que l'exploitation minière prélève à des fins de vente.
Les minerais obtenus par extraction sont des métaux, du charbon, du schiste bitumineux, des gemmes, du calcaire, de la craie, des pierres de taille, du chlorure de sodium, de la potasse, du gravier et de l'argile. Les industries d'extraction, au sens large, incluent les ressources non renouvelables comme le pétrole, le gaz naturel et même l'eau fossile.
Les industries d'extraction modernes utilisent la prospection pour trouver des minerais, l'analyse des bénéfices potentiels à l'extraction, l'extraction des matériaux puis, une fois la mine fermée, elles procèdent à la restauration du terrain (en).
Les activités d'extraction minière tendent à créer des effets négatifs sur l'environnement, à la fois avant et après l'exploitation,. La plupart des nations du monde possèdent des réglementations pour limiter ces effets. La sécurité des infrastructures minières (en) a également évolué pour diminuer les risques.

## Vie des ouvriers
L'extraction minière est une activité dite à caractère totale notamment car elle pénètre dans la vie politique, économique et sociale d'un pays en apportant de massives conséquences. Ces dernières peuvent être soit structurantes, soit déstabilisantes pour la région impactée.
En effet, les activités minières sont composées de complexes réseaux d'acteurs; parfois à caractère unificateur. Premièrement, cette activité engendre la formation accrue de villes minières autour des gisements. Ces dernières changent complètement le dynamisme de la région, les villes environnantes deviennent des villes d'approvisionnement de ressources pour la ville minière. Cependant, l’installation de ces exploitations dans des zones occupées par des populations marginalisées les intègre à des réseaux transnationaux complexes, exposant ces communautés à de nouveaux enjeux économiques et politiques. Cette intégration attire l’attention de certaines organisations internationales, principalement des ONG, sur les droits des populations autochtones et les enjeux territoriaux. Néanmoins, cette participation aux chaînes d’approvisionnement globales peut aussi accentuer les inégalités et renforcer des formes de ségrégation économique et sociale.
Tout d’abord, on peut citer les conséquences du progrès technologique dans le domaine, tel que le phénomène de "mexicanisation" au Mexique des années 1970-80. À la suite de la mécanisation des mines, un grand nombre de mineurs furent licenciés menant à une nécessité de contrôle encore plus stricte sur les employés restants pour optimiser la production. C'est pourquoi les entreprises minières décidèrent d'interdire la pratique de l'ausentismo (fait de travailler à mi-temps à la mine et de compenser en travaillant dans les champs d'agriculture de subsistance) chez les travailleurs. Cette pratique avait été initiée par les travailleurs pour subvenir à leurs besoins alimentaires tout en limitant les risques auxquels ils étaient exposés dans ces nouvelles mines mécanisées. Ainsi, en interdisant l’ausentismo, les entreprises augmentaient les risques humains et privaient les employés de leur autonomie de subsistance. 
Enfin, toute la dynamique familiale est impactée par ce mode de vie minier. On pense notamment au phénomène fly-in fly-out (en) qui évoque le déplacement pendulaire des travailleurs qui habitent hors de la ville minière à cause de l'inflation sur l'immobilier. Ceci implique de fortes difficultés à s'attacher et à s'intégrer dans la société puisque les mineurs ne restent jamais longtemps dans la même ville.
Au Burkina Faso, l’arrivée des exploitations minières industrielles a transformé les contextes locaux, tout autant pour le bien que pour le mal. Si certaines infrastructures telles que des écoles, des routes ou des réseaux électriques ont été développées, des enquêtes menées dans les villages riverains montrent que, contrairement aux promesses des entreprises minières et des autorités, les conditions de vie ne se sont pas véritablement améliorées. L’implantation des sites a souvent entraîné l’expropriation des terres utilisées pour l’agriculture, l’élevage ou l'orpaillage artisanal, privant les habitants de leurs moyens de subsistance. De plus, les manifestations visant à défendre les droits fonciers ou réclamer des compensations justes ont parfois été réprimées par l’État, donnant le sentiment que celui-ci soutient davantage les intérêts industriels que ceux des communautés affectées.

### Exemple de mécanisation: l'uranium en France
Au fil du XXe siècle, le travail minier de l'uranium en France a connu de profondes transformations sous l’effet de la mécanisation, de l’automatisation, puis de l’électronisation des sites d’extraction. Ces évolutions ont modifié non seulement l’organisation du travail et les gestes professionnels, mais aussi la manière dont les mineurs percevaient leur environnement de travail.
Dans les années 1950 à 1970, les mines étaient encore exploitées par des paysans-mineurs aux outils rudimentaires, qui cummulaient les métiers agricoles et ouvriers. Le métier était alors fondé sur des savoir-faire manuels, une forte division du travail, et une attention sensorielle développée dans l’obscurité et l’humidité des galeries.
À partir des années 1970, l’introduction de machines lourdes a transformé les espaces souterrains (élargissement des galeries, usage de descenderies) et la polyvalence des ouvriers s’est accrue. L’électronisation dans les années 1980 a davantage réduit les gestes physiques au profit de compétences techniques et de la lecture d’écrans, marquant une transition d’un savoir artisanal vers un savoir plus abstrait et calculé. Ce changement a également affecté les relations de travail, avec une perte du sentiment de solidarité au sein des équipes.

## L'après mine

### Impact environnemental des mines de métaux
La fermeture d’un site minier ne marque pas nécessairement la fin de ses impacts environnementaux et sanitaires, que ce soit des mines de charbon ou d'uranium. Dans certains sites, en particulier ceux exploités au XXe siècle à l’aide de techniques intensives telles que la flottation, continuent de libérer des résidus miniers potentiellement toxiques longtemps après l’arrêt de l’extraction. 
Selon la théoricienne Jane Bennett (en), ces déchets, lorsqu’ils sont  laissés à l’abandon sans mesures de sécurisation, présentent une « vitalité » persistante : ces résidus sont actifs, ils évoluent physiquement et chimiquement, interagissent avec leur environnement, notamment avec le vent et la pluie ce qui donne lieu à des drainages miniers et augmente leur toxicité.
Par exemple dans la Sierra Minera de Carthagène, en Espagne, l’abandon des activités minières a entraîné une contamination persistante des sols urbains par le plomb, l’arsenic et d'autres métaux lourds. Cette pollution concerne également des lieux sensibles comme les écoles, les aires de jeux ou les terrains de sport, provoquant des risques sanitaires pour les populations locales, en particulier les enfants. Face à cette situation, des initiatives locales ont été mises en place afin de sensibiliser les habitants et de promouvoir des mesures de prévention (campagnes d'information, des réunions publiques, ateliers scientifiques participatifs) aboutissant à la création d’une plateforme régionale des victimes des métaux lourds.

### Réhabilitation des sites miniers
La réhabilitation des sites miniers constitue un processus complexe qui dépasse les seules considérations techniques ou environnementales. Une planification précoce de la fermeture des mines permet de limiter les coûts à long terme et de faciliter la reconversion des terrains, notamment pour des usages résidentiels, agricoles ou récréatifs.
L’implication des communautés locales joue un rôle essentiel dans la réussite de ces projets. La participation active des habitants, des anciens travailleurs et des autorités locales dès les premières étapes du processus favorise l’acceptabilité sociale et renforce la durabilité des initiatives engagées. À l’inverse, une approche uniquement technique, dépourvue de prise en compte des réalités sociales et économiques du territoire, risque de compromettre l’efficacité de la réhabilitation.
La dimension humaine apparaît ainsi comme un facteur central de l’après-mine. Elle conditionne la réussite de la reconversion des sites et influe sur la capacité du territoire à se reconstruire, à se réorganiser et à développer de nouvelles dynamiques socio-économiques une fois l’exploitation minière terminée.

### Reconversion des mineurs

#### En France
En France, la fermeture progressive des mines d’uranium entre les années 1980 et 2000 a profondément transformé le métier de mineur. La fin de l’exploitation, due notamment à une baisse de la rentabilité, a conduit à la fermeture des sites et à une redéfinition de la filière nucléaire. Pour les travailleurs, cela n’a pas seulement signifié la perte d’un emploi, mais aussi une rupture dans leurs trajectoires professionnelles.
Cependant, certains anciens mineurs ont su se reconvertir en experts environnementaux chargés de la surveillance post-exploitation des sites. Ce changement n’a pas été une rupture radicale, mais une reconfiguration des savoir-faire : les compétences acquises dans les galeries, telles que la cartographie mentale, la détection sensorielle de signaux faibles (sons, vibrations, odeurs) et l’usage d’outils de mesure, ont été réinvesties dans le suivi écologique.
Cette transition marque le passage d’un travail artisanal à un rôle d’attention environnementale. Les anciens mineurs, habitués à détecter la radioactivité dans les galeries, ont adapté leurs compétences pour surveiller les manifestations résiduelles en surface. Cette continuité dans le « savoir » de la mine démontre un savoir professionnel transféré, construit par l’expérience. En devenant experts environnementaux, ils développent des compétences hybrides — techniques, communicationnelles et scientifiques — et jouent un rôle clé dans la gestion durable des anciens sites miniers.